# 사우스패서디나역
사우스패서디나역 (South Pasadena Station), 이전명 미션역 (Mission Station)은 로스앤젤레스 군 광역철도의 금선역 중 하나이다. 사우스패서디나의 미션 스트리트(Mission Street)와 메리디언 애비뉴(Meridian Avenue) 교차로에 위치되어 있다.
이 역에는 예술가인 Michael Stutz가 제작한 역 인접 아트 조각품 "Astride-Aside" (2003)가 있다. 역에는 122개 공간의 파크 앤드 라이드가 있으며, 주차비가 부과된다.
인근에 위치했었던 애치슨, 토피카 & 산타페 철도(Atchison, Topeka and Santa Fe) 서비스의 차량 기지는 1954년에 해체되어 폐쇄되었다. 현재의 구조물은 2003년 경전철 역으로 재활성화와 함께 지어졌다.

## 역 정보

### 역 구조
| 승강장 | 상대식 승강장, 오른쪽 출입문이 열림 | 상대식 승강장, 오른쪽 출입문이 열림                    |
| 승강장 | 금선                                | ← 하일랜드파크 역 Highland Park← 애틀랜틱행 (종착점행) |
| 승강장 | 금선                                | → 필모어 역 Fillmore → APU/시트러스 칼리지행 (기점행)  |
| 승강장 | 상대식 승강장, 오른쪽 출입문이 열림 |                                                        |

### 열차 운행 정보
이 역에서는 일반 시간에 지하철 운행이 오전 5시부터 시작하여 오전 12시 15분까지 운행한다.

## 인근 역세권
- 사우스패서디나 공공 도서관, 또는 카네기 도서관 (Carnegie library)
- 메리디언 제철소 박물관 (Meridian Ironworks Museum)
- 미션 웨스트 비즈니스 지구 (Mission West Business District)
- 파머스 마켓 (Farmers market, 목요일 오후 4시~오후 8시)